# Stenobothrus
Stenobothrus är ett släkte av insekter. Stenobothrus ingår i familjen gräshoppor.

## Bildgalleri

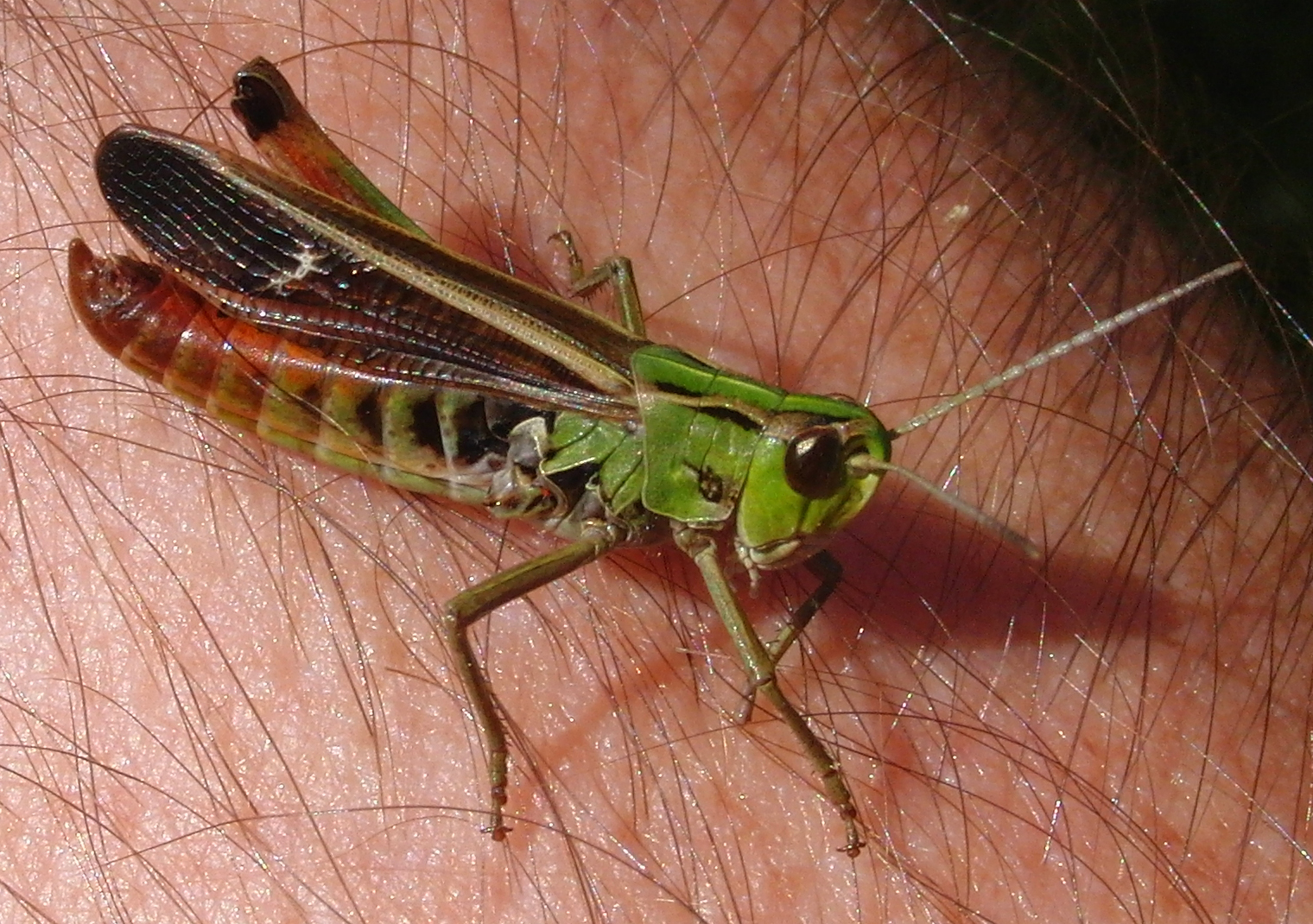
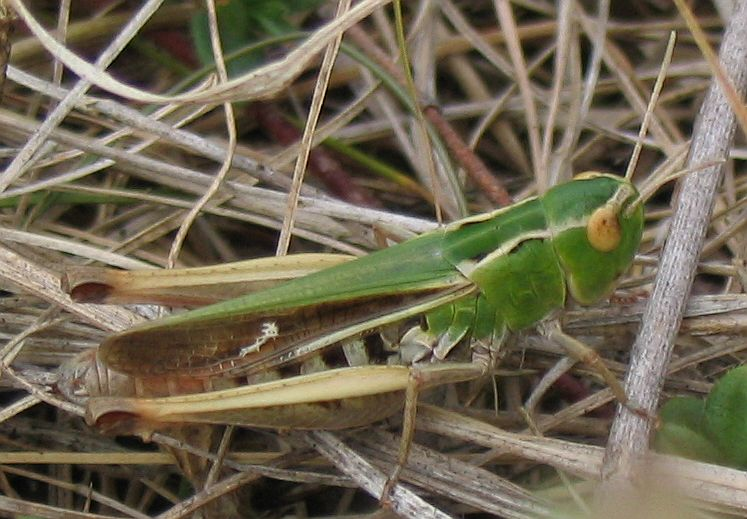
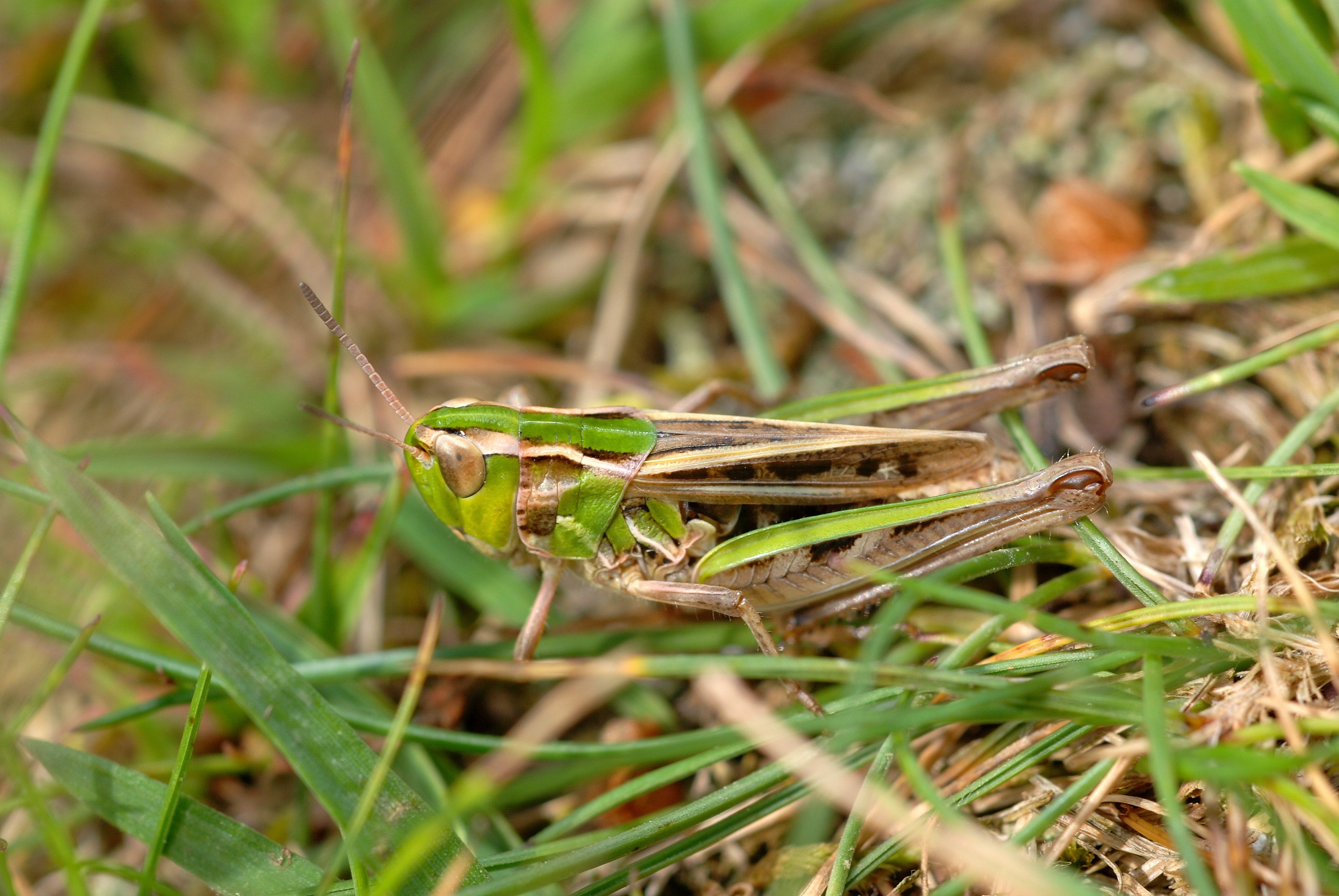

## Dottertaxa tillStenobothrus, i alfabetisk ordning[1]
- Stenobothrus amoenus
- Stenobothrus apenninus
- Stenobothrus berberus
- Stenobothrus bolivarii
- Stenobothrus bozcuki
- Stenobothrus bulgaricus
- Stenobothrus burri
- Stenobothrus carbonarius
- Stenobothrus caucasicus
- Stenobothrus clavatus
- Stenobothrus cobresianus
- Stenobothrus cotticus
- Stenobothrus crassipes
- Stenobothrus croaticus
- Stenobothrus derrai
- Stenobothrus divergentivus
- Stenobothrus eurasius
- Stenobothrus festivus
- Stenobothrus fischeri
- Stenobothrus formosanus
- Stenobothrus fumatus
- Stenobothrus graecus
- Stenobothrus grammicus
- Stenobothrus kirgisorum
- Stenobothrus limosus
- Stenobothrus lineatus
- Stenobothrus luteipes
- Stenobothrus magnus
- Stenobothrus maroccanus
- Stenobothrus minor
- Stenobothrus minutissimus
- Stenobothrus miramae
- Stenobothrus mistshenkoi
- Stenobothrus nadigi
- Stenobothrus newskii
- Stenobothrus nigromaculatus
- Stenobothrus olgaephilus
- Stenobothrus palpalis
- Stenobothrus posthumus
- Stenobothrus pyrenaeus
- Stenobothrus rubicundulus
- Stenobothrus rufescens
- Stenobothrus selmae
- Stenobothrus stigmaticus
- Stenobothrus subrufescens
- Stenobothrus sviridenkoi
- Stenobothrus tadzhicus
- Stenobothrus umbrifer
- Stenobothrus ursulae
- Stenobothrus werneri
- Stenobothrus zubowskyi